# Offizialdelikt (Deutschland)
Ein Offizialdelikt ist in Deutschland eine Straftat, die von der Staatsanwaltschaft von Amts wegen (also selbsttätig) verfolgt wird. Dies betrifft in Deutschland alle Verbrechen sowie die meisten Vergehen. Die Verfolgungspflicht ergibt sich aus dem Legalitätsprinzip.
Grundsätzlich hat die Staatsanwaltschaft nach § 160 StPO bei jeder Straftat, von der sie Kenntnis erlangt, die Pflicht, Ermittlungen einzuleiten. Nur wenn dies das Strafgesetz ausdrücklich vorsieht, handelt es sich um ein sogenanntes Antragsdelikt, bei dem zur Strafverfolgung und Anklageerhebung stets (absolutes Antragsdelikt) oder im Normalfall (bedingtes Antragsdelikt) erst ein Strafantrag erforderlich ist. Letztere stellen eine Mischform zu den Offizialdelikten dar, da sie ausnahmsweise auch dann verfolgt werden können, wenn zwar kein Strafantrag vorliegt, die Staatsanwaltschaft jedoch ein besonderes öffentliches Interesse an der Strafverfolgung annimmt.
Beispiele für Offizialdelikte sind Mord und Totschlag (§ 211 und § 212), Raub,  schwere Körperverletzung (§ 226),  gefährliche Körperverletzung (§ 224), Nötigung, Urkundenfälschung, Betrug (außer wenn er im Haus oder der Familie begangen wurde oder nur geringfügiger Schaden entstand),  Diebstahl (außer wenn er im Haus oder der Familie begangen wurde oder nur geringwertige Sachen gestohlen wurden) oder Trunkenheit im Straßenverkehr (§ 316).